# Кубиена, Вальтер
Вальтер Людвиг Константин фон Кубиена (30 июня 1897 Нойтишайн, Моравия — 28 декабря 1970) — австрийский почвовед, является основоположником микроморфологических исследований почв.

## Биография
Вальтер Кубиена изучал сельское хозяйство в Университете земледелия в Вене и геологию в Венском университете.
Участвовал в первой мировой войне, попал в плен. Находился в лагере военнопленных в Иркутске. Собрал гербарий, с которым совершил побег через Центральную Азию и Индию.
В 1927 году он защитил докторскую диссертацию в Университете земледелия, на тему " Почвенное строение прибрежной зоны Верхнего Австрийского озера ". Затем он работал ассистентом Германа Казерера на кафедре выращивания сельскохозяйственных культур в Университете природных ресурсов и наук о жизни в Вене, где сначала занимался вопросами удобрений, но затем стал заниматься микроморфологическим исследованиям почвы. В 1931 году в этом университете он получил Venia legendi.по специальности " Растениеводство с особым вниманием к агропочвоведению ".
С 1948 руководил отделом почвоведения в Федеральном исследовательском центре альпийского сельского хозяйства в Адмонте (Штирия). В 1950 году он переехал в Мадрид. С 1955 по 1966 год он был заведующим кафедрой почвоведения в Федеральном научно-исследовательском институте лесного хозяйства и лесопользования в Райнбеке близ Гамбурга и одновременно почетным профессором Гамбургского университета.

## Научные достижения
Во время нескольких исследовательских поездок в США (1931/33) Кубиена исследовал новые кристаллические образования в полостях почвы с помощью микроскопа. Метод шлифовки земли, который он использовал, дал ему новое понимание разнообразия форм в почве. Микроморфология почвы стала главной областью его исследований.
Кубиена опубликовала более сотни статей в специализированных журналах и других фундаментальных книгах. Его важнейшей научной работой является справочник " Микроморфометрический анализ почвы ", изданный им и другими коллегами в 1967 году.
Кубиена отправлялся в многочисленные исследовательские поездки, особенно в тропические регионы. Здесь он изучал вопросы выветривания и почвообразования, а также разложения лесной подстилки. Впервые он продемонстрировал важность почвенных животных для образования гумуса.
Существенные результаты его работы нашли отражение в действующей в настоящее время систематике немецких почв.

## Память
Международный союз наук о почвах учредил медаль имени Вальтера Кубиены 

## Награды
Кубиена получил множество наград и наград за свою научную деятельность.

## Интересные факты
Рассказывают, что когда Вальтер Кубиена увидел в 1964 году Курский чернозём, то он снял перед ним шляпу

## Сочинения
- Микропедология. Эймс, Айова, 1938 год.
- Теория развития почвы. Springer-Verlag Vienna 1948.
- Идентификационная книга и систематика почв Европы. Иллюстрированный справочник для простой диагностики и классификации важнейших европейских почвенных образований с учётом их наиболее распространенных синонимов. Ф. Энке-Верлаг, Штутгарт, 1953 г. * англоязычное издание под названием «Почвы Европы …». Мадрид и Лондон 1953.